# Fabrizio De André
Fabrizio Cristiano De André (* 18. Februar 1940 in Genua; † 11. Januar 1999 in Mailand) war ein italienischer Cantautore (Liedermacher).
Während seiner Karriere, die von 1958 bis 1998 währte, wurde De André, von seinen Freunden Faber genannt, durch die hohe literarische Qualität seiner Texte und seine meisterhaften Interpretationen zu einem der beliebtesten Sänger in Italien. Einige seiner Texte sind mittlerweile Bestandteil des Schulunterrichtes. Er erzählte überwiegend Geschichten von Ausgegrenzten und Entrechteten.

## Leben
De André stammte aus einer intellektuellen Unternehmerfamilie: Sein Vater, der Philologe Giuseppe De André, leitete in Genua mehrere private Schulinstitute. Nach dem Abitur am Liceo classico Cristoforo Colombo besuchte Fabrizio De André einige Kurse in Literatur und Medizin an der Universität von Genua, ehe er sich endgültig für ein Jura-Studium entschied. Er brach aber das Studium kurz vor dem Abschluss ab, um sich ganz der Musik zu widmen.
Schon als Achtjähriger, nachdem Freunde seiner Eltern zufällig eine gewisse Musikaffinität des Jungen festgestellt hatten, begann er mit dem Geigenunterricht, den er bis zu seinem vierzehnten Lebensjahr fortsetzte. Im September 1954 wurde die Familie De André von einem Freund des Vaters – dem Turiner Ingenieur Pier Franco Bertone – zu einem Wanderwochenende in La Morra eingeladen. Während er gelangweilt durch das ausgedehnte Anwesen der Familie Bertone schlenderte, fand Fabrizio in einer verlassenen Ecke des Wohnzimmers eine Gitarre. Dieses Instrument sollte ihn von  da an bis zu seinem Lebensende begleiten. Später wurde seine Leidenschaft für die Musik durch die intensive Freundschaft mit Luigi Tenco, Gino Paoli, Umberto Bindi sowie Paolo Villaggio verstärkt; mit letzterem schrieb er später einige Lieder.
De André widmete seine Aufmerksamkeit auch den französischen Chansonniers, insbesondere Georges Brassens (dem er persönlich nie begegnete), dessen Lieder er ins Italienische übersetzte. Aber auch Bob Dylan und Leonard Cohen waren seine Vorbilder. 1960 brachte er über die Plattenfirma Karim seine erste Single heraus: Nuvole barocche hieß der Titel seines ersten Songs. De André zeigte, dass er eine herausragende Stimme mit hohem Wiedererkennungswert besaß. Der Erfolg ließ nicht lange auf sich warten: Schon das Jahr 1961, als die Plattenfirma Karim La ballata del Miché und La ballata dell’eroe herausbrachte, wurde ein gutes Jahr für ihn. Luigi Tenco, der auch als Schauspieler einige Auftritte hatte, wählte De Andrés melancholisches Antikriegslied La ballata dell’eroe für den Spielfilm La cuccagna als Filmsong aus und bescherte dem jungen Sänger aus Genua den ersten bescheidenen Erfolg. Berühmt wurde De André allerdings erst 1967 mit seinem Song La canzone di Marinella, den er selbst auf der Gitarre begleitete. Diesen Song interpretierte die berühmte Sängerin Mina: Ihre leidenschaftliche und unvergleichbare Stimme katapultierte ihn in die höchsten Ränge der Musikcharts. Das dadurch erzielte Einkommen war für den jungen Künstler aus Genua so hoch, dass er sich kurzerhand entschloss, das Jurastudium abzubrechen und sich ganz seiner wahren Leidenschaft zu widmen: seine eigenen Songs zu schreiben. Er sang Liebeslieder, behandelte in seinen Texten aber auch soziale Probleme und als Pazifist den Krieg, so auch in seiner bekanntesten Ballade La guerra di Piero.
Zu seinem Album (1969) Tutti morimmo a stento (Wir sind alle qualvoll gestorben) wurde er von Gedichten des französischen Lyrikers François Villon inspiriert. De André gilt mit diesem Album als erster italienischer Musiker, der sich an einem Konzeptalbum versuchte. Sein Album La Buona Novella (1970) wiederum behandelte die christlichen Apokryphen. In Non al denaro non all'amore né al cielo (1971) adaptierte und erweiterte er Gedichte des US-Amerikaners Edgar Lee Masters aus dessen Spoon River Anthology.
Das Album Storia di un impiegato (1973) ist sein politischstes und thematisiert die 68er-Bewegung und den Terrorismus; die Musik komponierte Nicola Piovani. Für sein Album Canzoni (1974) coverte er Lieder von Bob Dylan (mit Francesco de Gregori), Leonard Cohen und Georges Brassens.
Zu Anfang seiner Karriere publikumsscheu, unternahm er erst 1975 seine erste Tournee. 1978 spielte er mit der damals sehr bekannten Rockgruppe PFM, die seine Lieder neu arrangierte. Zwei erfolgreiche Livealben der Konzerte wurden veröffentlicht. Ab den 1980er Jahren tourte er dann mit eigener Band, die er immer wieder mit namhaften Musikern verstärkte. Im April 1982 machte er seine einzige Tour in den deutschsprachigen Ländern (Deutschland, Österreich, Schweiz mit neun Auftritten).
De André ließ sich auf seinen Alben immer wieder von anderen berühmten Komponisten und Songwritern unterstützen. Laut eigener Aussage hat er im Laufe seiner Karriere bei seinen Kompositionen den Texten mehr Bedeutung beigemessen als der Musik und bezeichnete seine eigenen Melodien als unfertig und ausbaufähig. Er kooperierte mit Francesco de Gregori (auf Volume 8 1975), mit Massimo Bubola (auf Rimini 1978 und Album dell'indiano 1981), Mauro Pagani (auf Creuza de mä 1984 und Le Nuvole 1990) und mit Ivano Fossati (auf Anime Salve, 1996).
Am 27. August 1979 wurde er zusammen mit seiner Lebensgefährtin und späteren Ehefrau Dori Ghezzi auf Sardinien entführt und erst nach vier Monaten und Zahlung eines sehr hohen Lösegeldes freigelassen. Seine Erlebnisse in der Gefangenschaft verarbeitete er später in einer LP ohne Titel, die als „L’indiano“ bekannt wurde, weil auf dem Cover das Bild eines Indianers abgebildet war. Er zog in diesen Liedern Parallelen zwischen den Ureinwohnern Amerikas und der Situation der Sarden, die sich im Laufe der Geschichte ebenfalls immer wieder gegen verschiedene Okkupatoren wehren mussten.

Nach Fabrizio de André benannter Weg im Hafen von Genua

1984 veröffentlichte Fabrizio De André mit „Crêuza de mä“ ein meisterhaftes Album mit Liedern im genuesischen Dialekt seiner Heimatstadt. Musikalisch führte er dabei Traditionen aus dem gesamten Mittelmeerraum zusammen.
Beim Premio Ciampi der Stadt Livorno, einem jährlichen nationalen Wettbewerb der italienischen 'Cantautori' (Liedermacher), bekam er 1997 eine Auszeichnung für sein Lebenswerk.
Fabrizio De André hat zwei Kinder: den Sohn Cristiano aus erster Ehe und die Tochter Luisa Vittoria (Luvi). Beide begleiteten ihn auf seiner letzten Tournee 1998 als Mitglieder seiner Band.
Im Sommer 1998 wurde bei dem starken Raucher De André ein Tumor diagnostiziert, und er musste die Tournee abbrechen. Er starb am 11. Januar 1999 an Lungenkrebs. De André ist auf dem Monumentalfriedhof Staglieno begraben.
Er gilt bis heute als einer der besten italienischen Sänger und Komponisten und wird besonders in seiner Heimatstadt Genua sehr verehrt. In Genua fand von Dezember 2008 bis 2009 im Palazzo Ducale eine Ausstellung über sein Leben statt. Alle seine 13 Studioalben platzierten sich in den italienischen TOP 10 der Albumcharts, drei davon auf der Spitzenposition. Die nach seinem Tod veröffentlichte Compilation In direzione ostinata e contraria landete ebenfalls auf Platz 1.
Im November 2012 erschien in Italien unter der Bezeichnung „Fabrizio de André, I Concerti“ eine Sammlung von 16 CDs mit Live-Auftritten von 1975 bis 1998. Ergänzt wurde die Sammlung durch einen 192-seitigen Bildband mit zahlreichen bisher unveröffentlichten Fotos.
Mit der Verfilmung des Liedes „Il Pescatore“ in Ravenna durch den Drehbuchautor Stefano Salvati im Jahr 2016, über 40 Jahre nach dem Erscheinen des Liedes, erhielt Fabrizio De André posthum einen Videoclip für eines seiner Werke. Ravenna war ausgewählt worden, weil er in Ravenna einen Freund gehabt hatte, der Fischer und möglicherweise Inspiration zum Lied gewesen war.
Im Jahr 2018 erschien die von der RAI produzierte Miniserie Fabrizio De André – Principe libero mit Luca Marinelli als Fabrizio De André.

## De Andrés politische Einstellung
Fabrizio De André war ein bekennender Anarchist. Im Alter von 19 Jahren, nachdem er sich bereits zwei Jahre zuvor durch die Lektüre von Michail Bakunin mit dem Anarchismus beschäftigt hatte, las er Der Einzige und sein Eigentum von Max Stirner, eine Abhandlung, die ihn stark beeinflusste. Und so wie bei Stirner fallen auch bei De André alle Parolen, die je als Wechsel auf eine ideale Zukunft ausgestellt worden sind, der Nüchternheit dessen zum Opfer, der die religiösen und geschichtsphilosophischen Visionen nach der Macht beurteilt, die sie über das Individuum beanspruchen. „Ich habe immer Texte über solche Menschen geschrieben, die in ihrem Versuch, die eigene Freiheit zu leben, manchmal auch das geschriebene Gesetz übertreten mussten. Deshalb habe ich Lieder wie Il pescatore oder Bocca di rosa verfasst. Das, was ich aber mit diesen Songs sagen will, ist, dass im Endeffekt diese Menschen gegen Gesetze verstoßen, die eigentlich nur durch eine sehr begrenzte Gruppe von Menschen verfasst werden; Menschen, die die Macht dazu haben“. Von Stirners Individualismus stark beeinflusst, spürte De André mit äußerster Empfindlichkeit den drohenden Schrecken, wo irgendeine Gesellschaft Reinheit zu ihrem Ideal erhebt: Wer den Menschen über das Ich stellt, erfindet den Unmenschen. Es ist daher nicht verwunderlich, wenn De André sich als „anarchistischen Individualisten“ bezeichnete; und obwohl viele seiner Freunde Kommunisten waren, mochte er das totalitäre Element dieser Ideologie nicht. Er sah darin eine erhebliche Einschränkung der Grundfreiheiten eines Menschen: Die Freiheit hingegen sollte nicht einmal zu Gunsten eines – wie immer auch gearteten – gesellschaftlichen Zusammenlebens geopfert werden. Mit anderen Worten: Für De André besteht die Kernaufgabe der Politik darin, Freiheit zu ermöglichen und zu erhalten.
Je weniger Politik,
 desto mehr Freiheit,
 oder je kleiner der Raum, den das Politische einnimmt,
 desto größer der Raum, der der Freiheit gelassen wird.

## De Andrés Pazifismus
Fabrizio De Andrés Haltung zum Krieg war total und beinahe fundamentalistisch: Er lehnte den Krieg ab – und zwar ausnahmslos. Das hatte sicherlich damit zu tun, dass er dem Krieg kein schöpferisches Element entnehmen konnte, sondern darin nur Destruktives sah. Und zwar sowohl in Bezug auf die Werte einer Gesellschaft als auch auf den Umgang der Menschen untereinander. Im Krieg überwiegt der Tod und damit – so De André – „das eigentliche Gegenteil von Freiheit“. Die Antikriegslieder von De André sind regelrechte Hymnen der Antikriegsbewegung sowie der 68er-Generation geworden. La guerra di Piero wird sogar in den gängigen italienischen Schulbüchern für Gymnasiasten als literarischer Text behandelt.

## Religiöse Themen
Viele der Lieder von De André drücken seine religiösen Anschauungen aus. Schon sein erstes Album Vol.1º beinhaltet Lieder wie Preghiera in Gennaio (welches dem Selbstmord seines Freundes Luigi Tenco gewidmet ist), Spiritual und Si chiamava Gesù. Mit dem Konzeptalbum La buona novella (1970) widmete der Singer-Songwriter ein ganzes Werk der Thematik des Neuen Testaments und vermenschlicht die Figuren des Evangeliums und der apokryphen Evangelien. Die Verweise auf den Glauben, auf die Religion, sind direkt oder indirekt auch in anderen Liedern vorhanden (Smisurata preghiera, Khorakhané, Il testamento, Il testamento di Tito usw.), aber es erweist sich als schwierig, mit Sicherheit die Anschauungen (wahrscheinlich in ständiger Entwicklung) des Liedermachers zu diesen Themen zu beschreiben, wenn diese nicht durch explizite Aussagen zu belegen sind.
Obwohl De André sich oft als nicht gläubig bezeichnete, drückte er in der Tat oft eine „pantheistische“ Art von Religiosität aus, auch wenn er einige konkrete religiöse Persönlichkeiten bewunderte, ebenso wie die Religion der amerikanischen Ureinwohner. Er behauptete:

“Quando parlo di Dio lo faccio perché è una parola comoda, da tutti comprensibile,
 ma in effetti mi rivolgo al Grande Spirito
 in cui si ricongiungono tutti i minuscoli frammenti di spiritualità dell’universo.”

„Wenn ich von Gott spreche, tue ich das, weil es ein bequemes Wort ist, das von allen verstanden wird,
 aber in Wirklichkeit spreche ich den Großen Geist an,
 in dem alle winzigen Fragmente der Spiritualität des Universums wieder vereint sind.“

## Comics
- I maledetti del rock italiano, segni e suoni di strada da Clem sacco ai 99 Posse, Editori del Grifo, Montepulciano, 2008
- Sergio Algozzino, Ballata per Fabrizio De André, Edizioni Becco Giallo, Padova, 2008
- Mauro Biani, Come una specie di sorriso, Stampa Alternativa, Viterbo, 2009
- Ivo Milazzo, Fabrizio Càlzia, Uomo Faber, De Agostini, Novara, 2010

## Archiv und Privatbibliothek
Die geisteswissenschaftliche Bibliothek der Universität Siena bewahrt den Nachlass von Fabrizio De André auf, der Familiendokumente, Korrespondenzen, Schriften zur Entwicklung von Liedtexten (insbesondere zu den Alben Le Nuvole und Anime salve) und Materialien zur Organisation von Tourneen umfasst. Der Kern des Bestandes machen Bücher aus, die dem Singer-Songwriter gehört haben.

## Diskografie

### Studioalben
| Jahr | Titel                                    | Höchstplatzierung, Gesamtwochen, AuszeichnungChartsChartplatzierungen (Jahr, Titel, Platzierungen, Wochen, Auszeichnungen, Anmerkungen) | Anmerkungen                                                             |
| Jahr | Titel                                    | IT | Anmerkungen                                                             |
| ---- | ---------------------------------------- | --- | ----------------------------------------------------------------------- |
| 1967 | Volume I                                 | IT— GoldIT |                                                                         |
| 1968 | Tutti morimmo a stento                   | IT38 (4 Wo.)IT | Erstveröffentlichung: September 1968 Charteinstieg in IT erst 2009      |
| 1968 | Volume III                               | IT22 Gold (2023) · (7 Wo.)IT | Charteinstieg in IT erst 2000                                           |
| 1969 | Gulliver                                 | — | Filmmusik/Soundtrack zur italienischen Fernsehserie, Musik von de André |
| 1970 | La buona novella                         | IT34 Gold (2017) · (5 Wo.)IT | Charteinstieg in IT erst 2009                                           |
| 1971 | Non al denaro, non all'amore né al cielo | IT10 Platin (2021) · (21 Wo.)IT | Charteinstieg in IT erst 2005                                           |
| 1973 | Storia di un impiegato                   | IT32 Gold (2019) · (7 Wo.)IT | Charteinstieg in IT erst 2003                                           |
| 1974 | Canzoni                                  | IT46 (5 Wo.)IT | Charteinstieg in IT erst 2009                                           |
| 1975 | Volume VIII                              | IT69 (2 Wo.)IT | Charteinstieg in IT erst 2009                                           |
| 1978 | Rimini                                   | IT49 (4 Wo.)IT | Charteinstieg in IT erst 2009                                           |
| 1981 | Fabrizio de André (Indiano)              | IT7 Gold (2021) · (16 Wo.)IT | Charteinstieg in IT erst 2005                                           |
| 1984 | Crêuza de mä                             | IT11 Gold (2014) · (22 Wo.)IT | Charteinstieg in IT erst 2009                                           |
| 1990 | Le nuvole                                | IT41 (5 Wo.)IT | Charteinstieg in IT erst 2007                                           |
| 1996 | Anime salve                              | IT1 Platin (2025) · (24 Wo.)IT | Erstveröffentlichung: 19. September 1996                                |

### Livealben
| Jahr | Titel                                                     | Höchstplatzierung, Gesamtwochen, AuszeichnungChartplatzierungen (Jahr, Titel, Platzierungen, Wochen, Auszeichnungen, Anmerkungen) | Höchstplatzierung, Gesamtwochen, AuszeichnungChartplatzierungen (Jahr, Titel, Platzierungen, Wochen, Auszeichnungen, Anmerkungen) | Anmerkungen                                                                         |
| Jahr | Titel                                                     | IT | CH | Anmerkungen                                                                         |
| ---- | --------------------------------------------------------- | --- | --- | ----------------------------------------------------------------------------------- |
| 1979 | In concerto – Arrangiamenti: PFM – vol. 1                 | IT7 Platin (2014) · (56 Wo.)IT | — | Charteinstieg in IT erst 2000                                                       |
| 1980 | In concerto – Arrangiamenti: PFM – vol. 2                 | IT17 (15 Wo.)IT | — | Charteinstieg in IT erst 2000                                                       |
| 1998 | De André In concerto                                      | IT1 (11 Wo.)IT | — |                                                                                     |
| 2001 | De André in concerto – vol. II                            | IT25 (7 Wo.)IT | — |                                                                                     |
| 2012 | Fabrizio de André. I Concerti                             | IT26 (12 Wo.)IT | — | Sammlung mit 16 CDs, Live-Konzerte 1975–1998                                        |
| 2012 | La Bussola e Storia di un impiegato – Il concerto 1975/76 | IT78 (1 Wo.)IT | — |                                                                                     |
| 2013 | Crêuza de mä – Il concerto 1984                           | IT97 (1 Wo.)IT | — | Erstveröffentlichung: 25. Januar 2013                                               |
| 2020 | Il concerto ritrovato                                     | IT2 (21 Wo.)IT | CH46 (1 Wo.)CH | Erstveröffentlichung: 22. Mai 2020 Soundtrack zum gleichnamigen Konzertfilm mit PFM |

grau schraffiert: keine Chartdaten aus diesem Jahr verfügbar
Weitere Livealben
- 1991: 1991 concerti (Doppelalbum)

### Kompilationen
| Jahr | Titel                               | Höchstplatzierung, Gesamtwochen, AuszeichnungChartsChartplatzierungen (Jahr, Titel, Platzierungen, Wochen, Auszeichnungen, Anmerkungen) | Anmerkungen                                   |
| Jahr | Titel                               | IT | Anmerkungen                                   |
| ---- | ----------------------------------- | --- | --------------------------------------------- |
| 1986 | Fabrizio De André (Antologia blu)   | IT9 Gold (2013) · (4 Wo.)IT | Charteinstieg in IT erst 1999                 |
| 1997 | Mi innamoravo di tutto              | IT7 (8 Wo.)IT | Erstveröffentlichung: 6. November 1997        |
| 1999 | Da Genova                           | IT2 (8 Wo.)IT |                                               |
| 1999 | Opera complete                      | IT62 Platin (2024) · (4 Wo.)IT | Charteinstieg in IT erst 2009                 |
| 2000 | Peccati di gioventù                 | IT2 Gold (2022) · (7 Wo.)IT | Erstveröffentlichung: 15. September 2000      |
| 2005 | In direzione ostinata e contraria   | IT1 ×3Dreifachplatin (2022) · (376 Wo.)IT                                                                                               | Erstveröffentlichung: 25. November 2005       |
| 2006 | In direzione ostinata e contraria 2 | IT9 Gold (2012) · (37 Wo.)IT | Erstveröffentlichung: November 2006           |
| 2008 | Effedia: Sulla Mia Cattiva Strada   | IT2 Gold · (23 Wo.)IT | Erstveröffentlichung: 31. Oktober 2008 Boxset |
| 2011 | Sogno #1                            | IT8 Platin · (17 Wo.)IT | Erstveröffentlichung: 22. November 2011       |
| 2015 | Fabrizio De André – In studio       | IT57 (5 Wo.)IT | Erstveröffentlichung: 13. November 2015       |
| 2017 | Anime Salve: Legacy Edition         | IT31 (1 Wo.)IT | Erstveröffentlichung: 1. September 2017       |
| 2017 | Tu che m’ascolti insegnami          | IT16 Gold · (25 Wo.)IT | Erstveröffentlichung: 24. November 2017       |

Weitere Kompilationen
- 1966: Tutto Fabrizio De André
- 1968: La canzone di Marinella
- 1969: Nuvole barocche
- 1972: Fabrizio De André
- 1972: Fabrizio De André (1&2)
- 1975: Fabrizio De André (Antologia nera)
- 1982: Fabrizio De André Super Star
- 1982: Fabrizio De André (Profili)
- 1987: Confanetto
- 1991: Il viaggio
- 1995: La canzone di Marinella
- 1995: Fabrizio de André (confanetto rosso)
- 2001: Mediterraneo
- 2001: Ed avevamo gli occhi troppo belli
- 2003: Faber amico fragile
- 2004: Fabrizio de André – Platinum deluxe
- 2004: Fabrizio de André – Una musica per i dannati

### Singles (Auswahl)(mit Komponistenangabe)
| Jahr | Titel Album   | Höchstplatzierung, Gesamtwochen, AuszeichnungChartplatzierungen (Jahr, Titel, Album, Platzierungen, Wochen, Auszeichnungen, Anmerkungen) | Höchstplatzierung, Gesamtwochen, AuszeichnungChartplatzierungen (Jahr, Titel, Album, Platzierungen, Wochen, Auszeichnungen, Anmerkungen) | Anmerkungen                       |
| Jahr | Titel Album   | AT | CH | Anmerkungen                       |
| ---- | ------------- | --- | --- | --------------------------------- |
| 1978 | Andrea Rimini | AT9 (16 Wo.)AT | CH6 (10 Wo.)CH | Musik/Text: F. De André/M. Bubola |

Weitere Singles
- 1961: La ballata del Miché (Musik/Text: F. De André/C. Petracchi)
- 1963: La canzone di Marinella (Musik/Text: F. De André, IT: Gold (2023) )
- 1963: La guerra di Piero (Text: F. De André, Musik: F. De André/V. Centanaro, IT: Platin (2018) )
- 1966: Amore che vieni, amore che vai (Musik/Text: F. De André, IT: Gold (2018) )
- 1966: La ballata dell’amore cieco (IT: Gold (2021) )
- 1966: Geordie (IT: Gold (2024) )
- 1967: Bocca di rosa (Musik/Text: F. De André, IT: Platin (2017) )
- 1967: Via del Campo (Text: F. De André, Musik: F. De André/E. Jannacci, IT: Platin (2023) )
- 1970: Il pescatore (Text: F. De André, Musik: F. De André/F. Zauli/G. Reverberi,[24] IT: Platin (2018) )
- 1970: Il testamento di Tito (Text: F. De André, Musik: F. De André/C. Castellari, IT: Gold (2021) )
- 1971: Il suonatore Jones (Text: F. De André/G. Bentivoglio, Musik: F. De André/N. Piovani)
- 1971: Un guidice (IT: Gold (2024) )
- 1975: Amico fragile (Musik/Text: F. De André)
- 1975: Canzone per l’estate (Musik/Text: F. De André/F. De Gregori)
- 1978: Rimini (Musik/Text: F. De André/M. Bubola)
- 1978: Coda di lupo (Musik/Text: F. De André/M. Bubola)
- 1978: Volta la carta (IT: Gold (2023) )
- 1980: Una storia sbagliata (Musik/Text: F. De André)
- 1981: Fiume Sand Creek (Musik/Text: F. De André/M. Bubola)
- 1984: Crêuza de mä (Text: F. De André, Musik: M. Pagani)
- 1990: La domenica delle salme (Musik/Text: F. De André/M. Pagani)
- 1990: Don Raffaè (Text: F. De André/M. Bubola, Musik: F. De André/M. Pagani, IT: Platin (2017) )
- 1995: Dolcenera (IT: Gold (2019) )
- 1996: Anime salve (Musik/Text: F. De André/I. Fossati)